# Felipe II de Namur
Felipe II (1195-1226), llamado à la lèvre, fue margrave de Namur de 1216 hasta su muerte. Era el hijo de Pedro II de Courtenay y Yolanda de Flandes. A la muerte de su tío materno Felipe el Noble en 1212, su madre Yolanda reinó temporalmente en Namur y pasó la corona a Felipe en 1216.
Su padre Pedro fue elegido como Emperador latino de Constantinopla en 1216 y cuando murió en 1217, Felipe declinó gobernar el imperio cuando le fue ofrecido. El imperio pasó a su hermano Roberto.
Felipe tuvo que luchar contra los descendientes de Enrique IV de Luxemburgo (como Enrique I de Namur) que no habían abandonado su reclamación sobre Namur. Luchó contra Waleran III de Limburgo, marido de Ermesinda de Luxemburgo, y concluyó una paz en marzo de 1223 en Dinant.
En 1226, tomó parte en la cruzada Albigense de Luis VIII de Francia y el asedio de Avignon. Felipe murió cerca de Saint-Flour en Auvernia. No se casó y el margraviato pasó a su hermano Enrique.
| Precedido por Yolanda | Margrave de Namur 1212-1226 | Sucedido por Enrique II |